# Samsung Reclaim
Samsung SPH-M560 Reclaim, Samsung Reclaim o “Go Green “(en español Vamos Verde) es un teléfono celular producido por la compañía Samsung y previsto para ser lanzado en los Estados Unidos de Norteamérica comercializado bajo una operadora de telefonía celular llamada Sprint el 16 de agosto de 2009 a un costo de 50 dólares estadounidenses, está realizado en un 40% de materiales procedentes del maíz la carcasa de este teléfono está realizada en un derivado del maíz, y no se ha usado PVC se ha usado en cambio se trabajó con un bio plástico de origen ecológico. Y un 80% de material reciclable.

## Especificaciones
El peso de este teléfono es de alrededor 3.5 Onzas y compuesto por una pantalla de 2.6 pulgadas teclado deslizante tipo QWERTY y una cámara de 2 megapixeles, sus medidas son 3.9 pulgadas de largo, 2.37 pulgadas de ancho y un grosor de 0.59 pulgadas, tiene un sistema de navegación GPS funciones de res social con acceso fácil a correo electrónico, YouTube, Facebook entre otras, además opciones para actualizaciones y descargas.
Por su parte, la carcasa está disponible en los colores azul océano y verde tierra, este terminal entra dentro de un nuevo mercado de teléfonos de bajo coste con teclado completo, y está enfocado a los mensajes de texto y a la gestión de correos electrónicos.
El 4% de las ventas de este teléfono, lo que equivaldría a dos dólares por ejemplar, irán destinadas a la conservación de la Naturaleza.